# Espècie introduïda

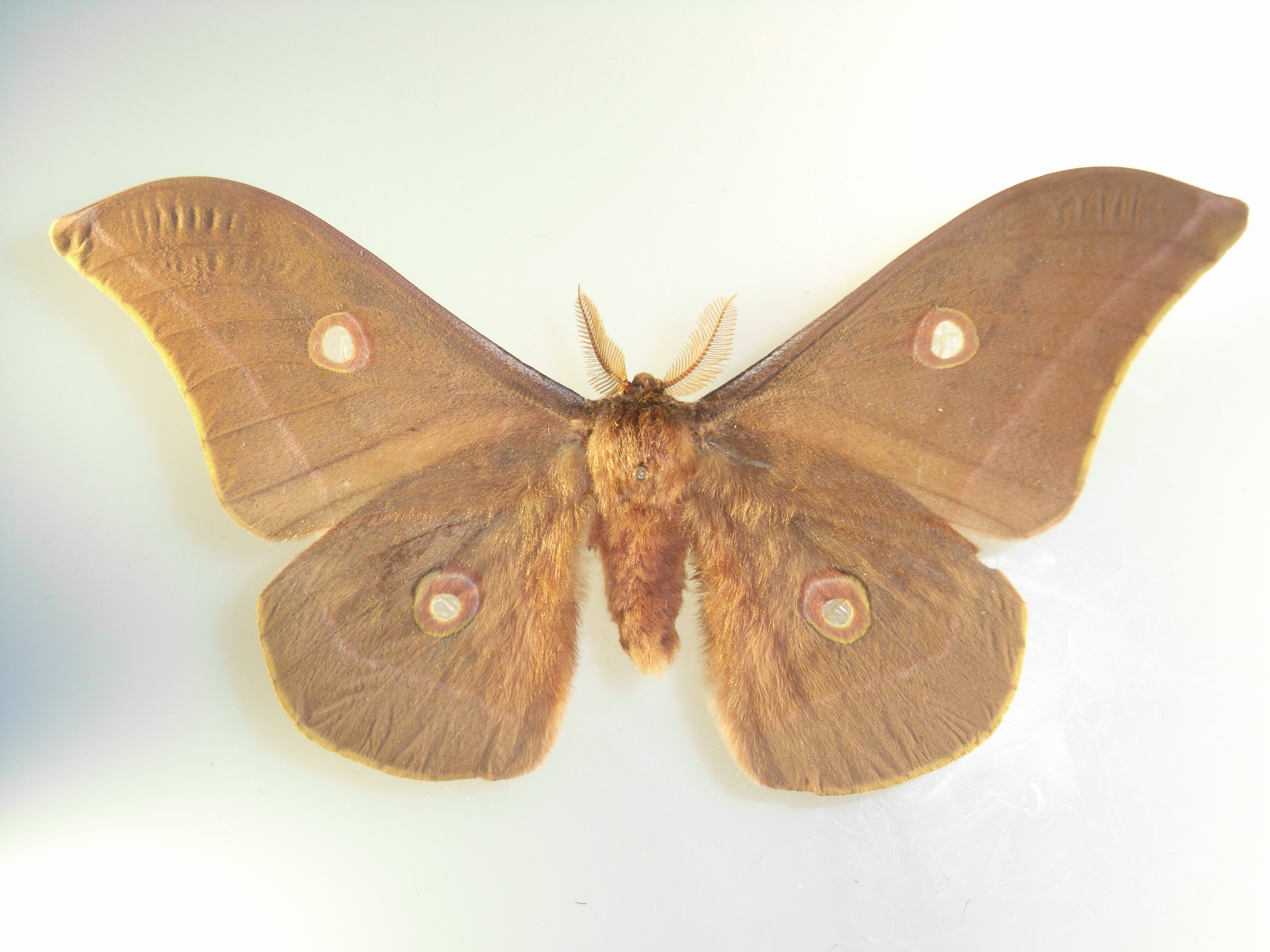
El paó de nit xinés, espècie introduïda a Europa occidental

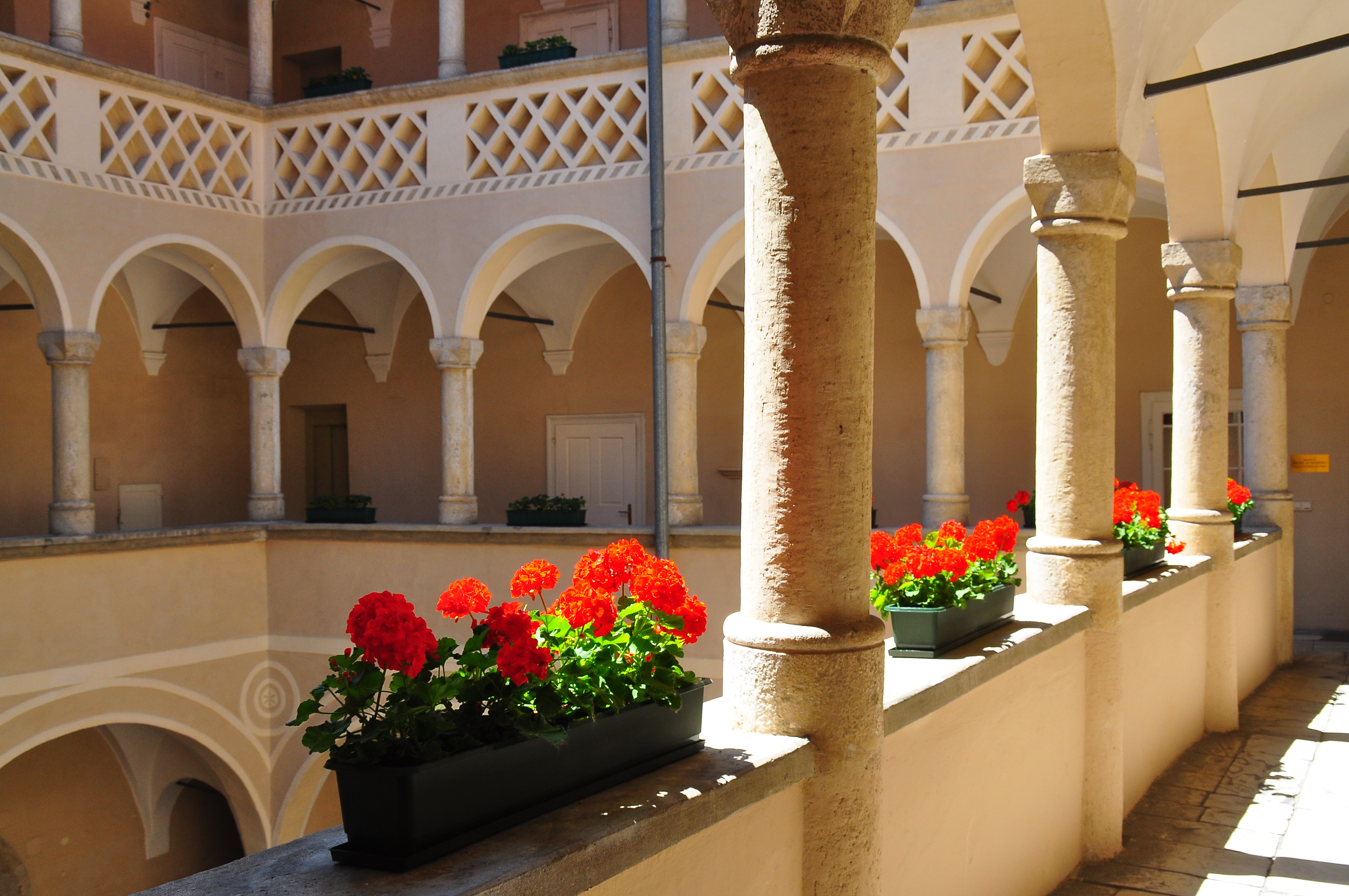
Els geranis, espècie introduïda molt comuna a Europa

En biogeografia, una espècie introduïda, espècie forana, espècie al·lòctona o espècie exòtica és una espècie d'organismes no nadiua del lloc o zona determinat en què es troba.

## Definicions
Normalment les espècies introduïdes han estat transportades de forma accidental, o bé de forma expressa, a una nova localització mitjançant activitats humanes.
Les espècies introduïdes poden prosperar o no en el nou ecosistema, alterant o no el nínxol ecològic d'altres espècies. Algunes tenen una vida curta, com per exemple les espècies de la zona tropical que reeixen a prosperar durant l'estiu a les zones temperades, però que moren durant l'hivern, com certes plantes de jardí. Segons els casos poden tindre efectes perjudicials o no sobre les espècies autòctones dels llocs en què han estat introduïdes.
Una determinada espècie pot resultar perjudicial en el nou ecosistema, produint canvis importants en la composició, estructura o processos dels ecosistemes naturals o seminaturals nous en què prospera. Quan l'espècie introduïda causa un greuge tal que posa en perill la diversitat biològica, amenaçant les poblacions nadiues, aleshores se la qualifica d'espècie invasora.
A causa dels seus impactes en els ecosistemes on han estat introduïdes algunes d'aquestes espècies són considerades enginyers d'ecosistemes.

## Tipus d'introduccions
El terme espècie introduïda es refereix a espècies que han estat transportades més enllà de la seva distribució geogràfica nativa per acció humana. Algunes definicions es refereixen només a les que han aconseguit aclimatar o naturalitzar, però aquestes representen un petit percentatge del total d'espècies introduïdes. Aquestes introduccions poden ser accidentals o intencionals. Les intencionals tenen lloc per acció d'individus que creuen que aquesta introducció porta algun benefici. Les accidentals són conseqüències secundàries del desplaçament dels éssers humans. Després que una espècie ha estat introduïda pot tenir lloc una subseqüent dispersió sense ajuda de les accions humanes.

### Introduccions intencionades
Les espècies intencionalment transportades a altres regions poden arribar a establir-se de dues maneres. En el primer cas per l'alliberament intencional d'organismes en el nou ambient. És difícil predir quines espècies s'establiran amb èxit després del seu alliberament. En certs casos els humans han fet repetits intents d'introducció per aconseguir establir una espècie en el nou ambient. En aquests casos és evident que l'establiment de l'espècie introduïda ha estat facilitat per l'ésser humà.
En el segon cas, certes espècies que han estat transportades a noves regions, escapen del seu captiveri i aconsegueixen establir poblacions silvestres. S'inclouen organismes escapats en aquesta categoria perquè el transport inicial va ser motivat per éssers humans. La fura és un exemple d'espècie invasora que va ser intencionalment introduïda al país de Xile. Ha causat grans destrosses en l'ecosistema, on s'han vist perjudicats el conill i la gallina (també espècies intencionalment introduïdes).
El principal motiu d'introduir espècies intencionalment és el guany econòmic. Hi ha nombrosos exemples d'espècies introduïdes amb fins agrícoles o ramaders. Així, les espècies introduïdes més nombroses i abundants són plantes i animals agrícoles. Només cal esmentar l'arròs, blat, blat de moro, soja, entre les plantes. Bestiar boví, ovelles, cabres, cavalls, gallines, gossos i gats són exemples d'animals introduïts en moltes regions. L'abella domèstica ( Apis mellifera ) és un altre exemple, es tracta d'una espècie molt adaptable que pot naturalitzar en una gran varietat d'ambients. Exemples d'espècies introduïdes que s'han convertit en invasores són els següents: els conills a Austràlia. La carpa asiàtica va ser introduïda als Estats Units com a possible font d'aliments. Els caragols poma van ser introduïts a Àsia com a font de proteïna. A Alaska es van introduir guineus per a la indústria pelletera. La indústria de la fusta va introduir els arbres californians, pins de Monterrey ( Pinus radiata ) a Sud-amèrica, Austràlia i Nova Zelanda. Aquests són només uns pocs exemples d'espècies introduïdes per motius econòmics.
Altres espècies han estat introduïdes per finalitats recreatives, com la caça i la pesca, com ara (a Catalunya) la daina, el mufló, la truita arc-iris, el silur... O l'isard dels Alps(i altres ungulats europeus) a Nova Zelanda o Argentina. La salamandra salamandra tigrada va ser introduïda als Estats Units per servir de carnada als pescadors i ara amenaça a l'espècie californiana endèmica ambystoma californiense.  també en molts casos els animals mascotes, com ara gossos, gats, lloros han escapat arribant a produir poblacions silvestres en els seus nous hàbitats.
Moltes plantes són introduïdes amb fins de jardineria. Els exemples abunden, rosers, tulipes, geranis, clavells, etc. L'auró real va ser introduït als Estats Units i Canadà des d'Europa.  El dent de lleó ha estat introduït en nombrosos països i està ben establert en molts.
En anys recents moltes espècies han estat introduïdes per combatre plagues introduïdes que no tenen enemics en el lloc d'introducció. És un tipus de control biològic o de maneig integrat de plagues. L'exemple més conegut és el de Harmonia axyridis, que s'usa per combatre els pugons.
En certs casos, espècies que han estat extirpades localment són reintroduïdes per mitjà d'exemplars en captivitat o exemplars d'altres regions on encara són presents. Això es diu reintroducció d'espècies o restabliment. 

### Introduccions accidentals
Les introduccions accidentals tenen lloc quan les espècies són transportades per vectors humans, per exemple tres espècies de rates s'han escampat per tot el món en ser transportades en vaixells i són considerades espècies invasores. Moltes espècies marines han estat introduïdes en altres regions en ser portades a l'aigua usada com a llast pels vaixells i descartada més tard. Un exemple és el musclo zebra, que també es va convertir en espècie invasora molt difosa en molts llocs del món.  Amb el gran augment dels viatges les oportunitats que moltes espècies siguin introduïdes accidentalment ha crescut considerablement. Un altre exemple és la sargantana Noronha escinco, que va aconseguir arribar a l'illa de Fernando de Noronha sent transportada des d'Àfrica en una balsa.
Tots els casos esmentats en els paràgrafs anteriors són exemples d'espècies introduïdes que es van convertir en espècies invasores. És important recordar que la majoria de les espècies introduïdes no es converteixen en invasores. Per exemple: als Estats Units s'han introduït al voltant de 179 espècies de Coccinellidae; prop de 27 s'han naturalitzat, i d'aquestes menys de mitja dotzena han arribat a ser invasores.

#### Malalties exòtiques introduïdes
Hi ha molts casos a través de la història de malalties introduïdes a altres llocs. El cas de la verola introduïda a les Amèriques amb l'arribada dels europeus i la consegüent delma de les poblacions indígenes és un cas extrem.
També hi ha casos de malalties de plantes que han estat introduïdes accidentalment i s'han convertit en invasores, com les malalties delcastanyer americà i la grafiosi de l'om que han delmat els boscos d'Amèrica del Nord.
Tots aquests són exemples d'espècies introduïdes que es van convertir en invasores.

#### Altres exemples presents a Catalunya
- El paó de nit xinés, introduït per la fabricació d'un cert tipus de seda al segle xix, ha format petits nuclis de poblacions feréstecs a la part central del Principat i les Illes Balears. A altres llocs d'Europa, com a França, on hom sap que l'espècie va ser introduïda per l'entomòleg Félix Édouard Guérin-Méneville (1799-1874) el 1855, les papallones asilvestrades no varen prosperar. A causa del seu feble potencial de propagació, aquesta papallona nocturna és una de les espècies introduïdes que no representen un perill per la biodiversitat local, no arribant a constituir poblacions invasores.
- El gerani és una espècie introduïda de l'Àfrica del Sud que es troba com a planta decorativa a molts jardins i balcons de la zona mediterrània i tot arreu Europa. No té gaire potencial d'arraconament d'espècies autòctones com a planta silvestre en les nostres contrades.

## Espècies introduïdes en cossos planetaris
Des que es va iniciar la exploració espacial amb sondes i naus espacials, ha existit la preocupació per una possible contaminació de microorganismes terrestres en altres  cossos planetaris, ja sigui de forma intencional o no.

## Contaminació genètica
Les poblacions que evolucionen en aïllament corren un greu risc de extinció pel procés anomenat de contaminació genètica, tal com la hibridació fora de control, introgressió i inundació gènica per mitjà de flux genètic que porten a un reemplaçament dels genotips locals pels introduïts a causa dels seus avantatges numèriques o d'aptitud biològica. Aquestes extincions poden ser causades per la introducció d'altres espècies en un hàbitat o per alteracions dels hàbitats que eliminen l'aïllament previ i fan possible la migració de certes espècies o poblacions. Aquests fenòmens poden ser molt perjudicials per a les espècies rares que entren en contacte amb altres abundants i el patrimoni genètic és inundat per gens introduïts si té lloc la hibridació. 